# Église Saint-Léger de Saint-Léger-des-Prés
L’église Saint-Léger de Saint-Léger-des-Prés est un édifice religieux de la commune de Saint-Léger-des-Prés, dans le département d’Ille-et-Vilaine en région Bretagne. 

## Localisation
L’édifice se trouve au nord du département et au centre du bourg de Saint-Léger-des-Prés. Il est encore entouré de son cimetière et le presbytère est attenant.

## Historique
L’église appartenait depuis le XIe siècle aux  bénédictins de Saint-Florent de Saumur qui y fonde un prieuré, lequel est uni à celui de Tremblay jusqu'en 1769. Succédant à un édifice roman dont subsiste une partie des murs, notamment dans la nef, l’église reconstruite à partir du XVe siècle en gardant le plan d'origine.  Une porte indique l'année 1765 et la tribune est datée de 1820. L'arc diaphragme datant peut-être de l'époque romane est supprimé au XIXe siècle. 
Elle est inscrite au titre des monuments historiques depuis le 13 novembre 1980,.

## Architecture
L’église contient plusieurs objets mobiliers remarquables, dont trois retables : celui du maître-autel dédié à saint Léger qui comprend une peinture de l’Adoration des mages, celui dédié à la Vierge au nord, à celui à saint Julien au sud. On trouve aussi une chaire à prêcher inscrite aux monuments historiques en 1972.

Lambris peints de la charpente
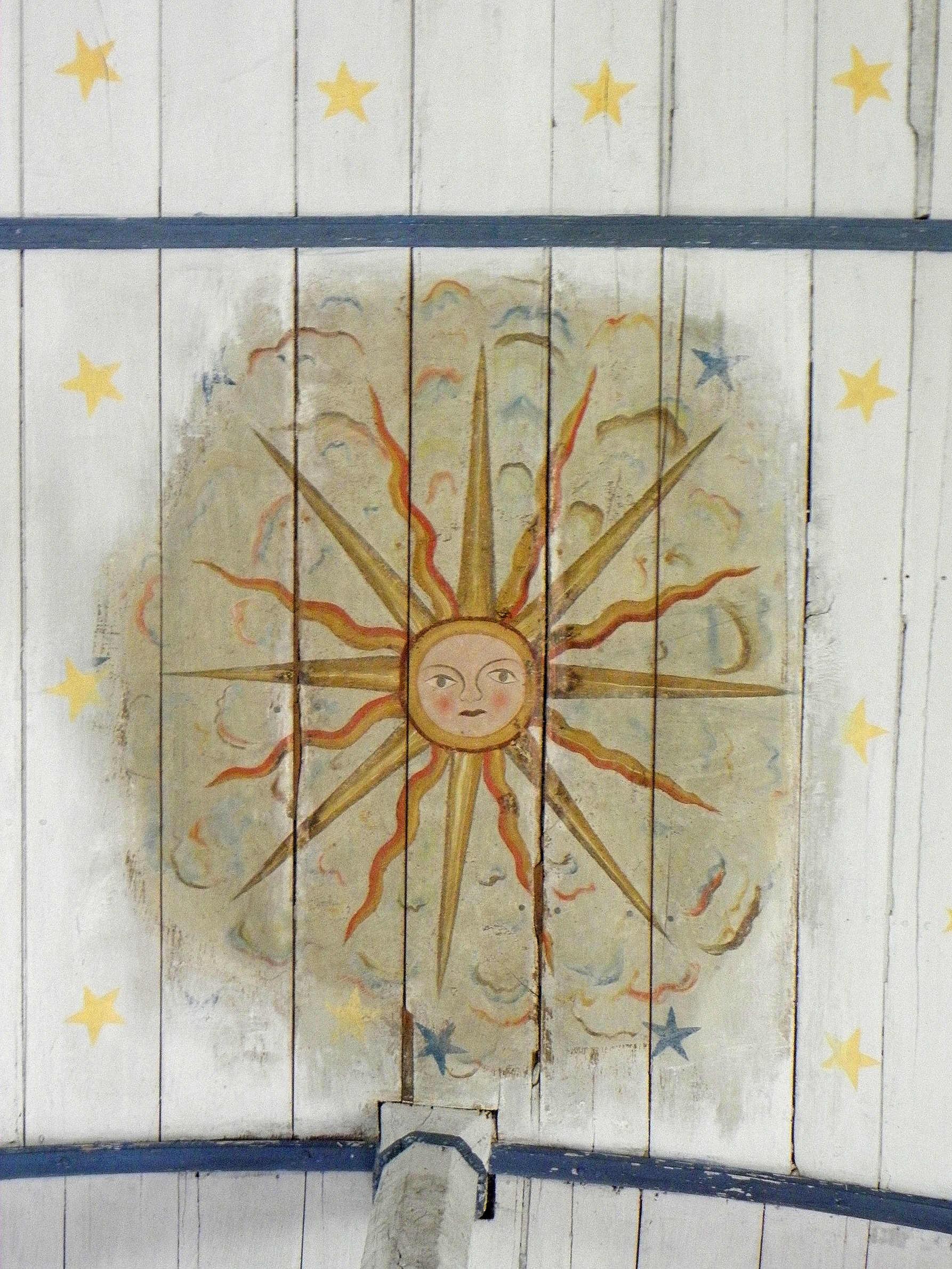
Soleil
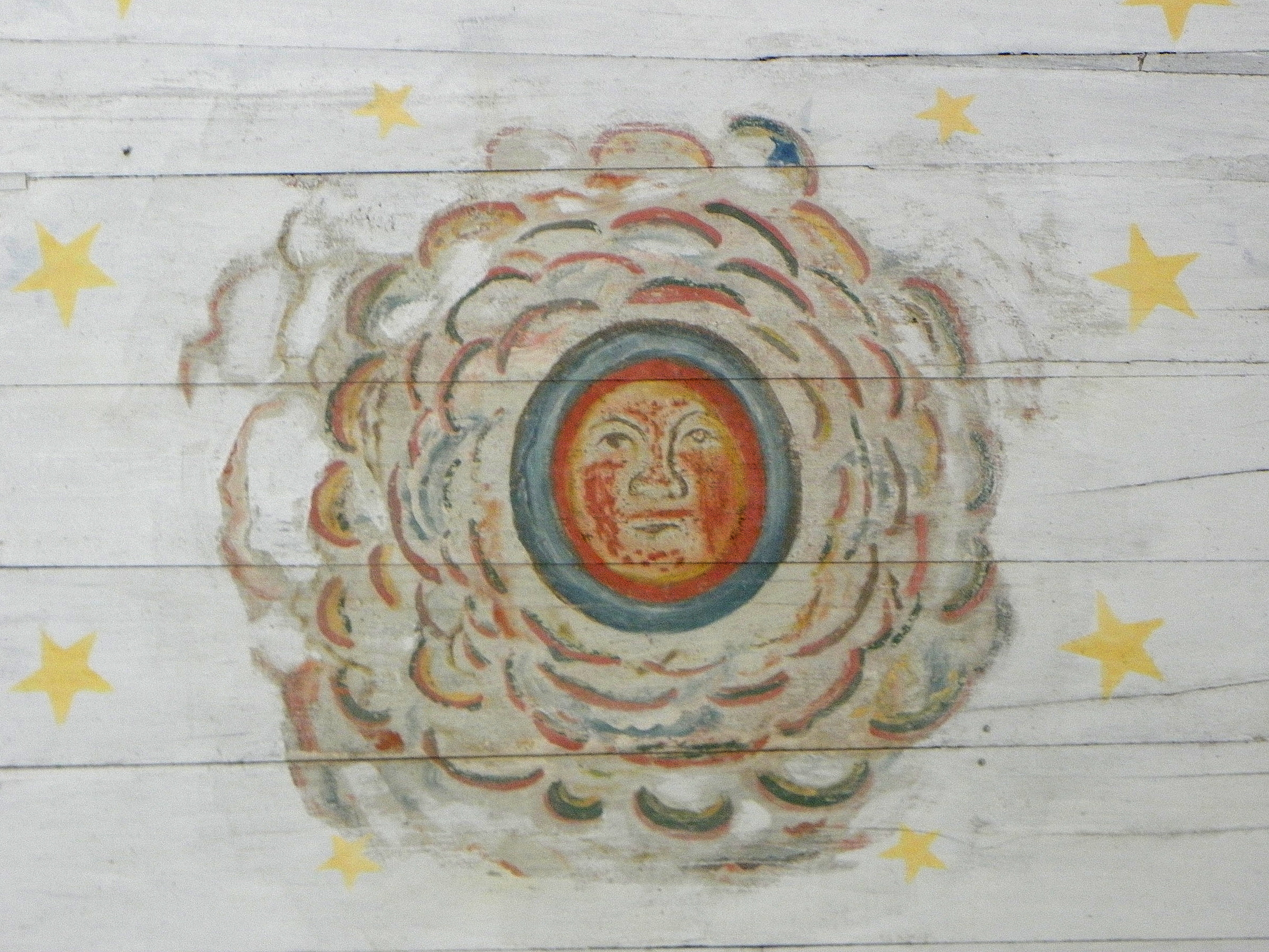
Pleine lune
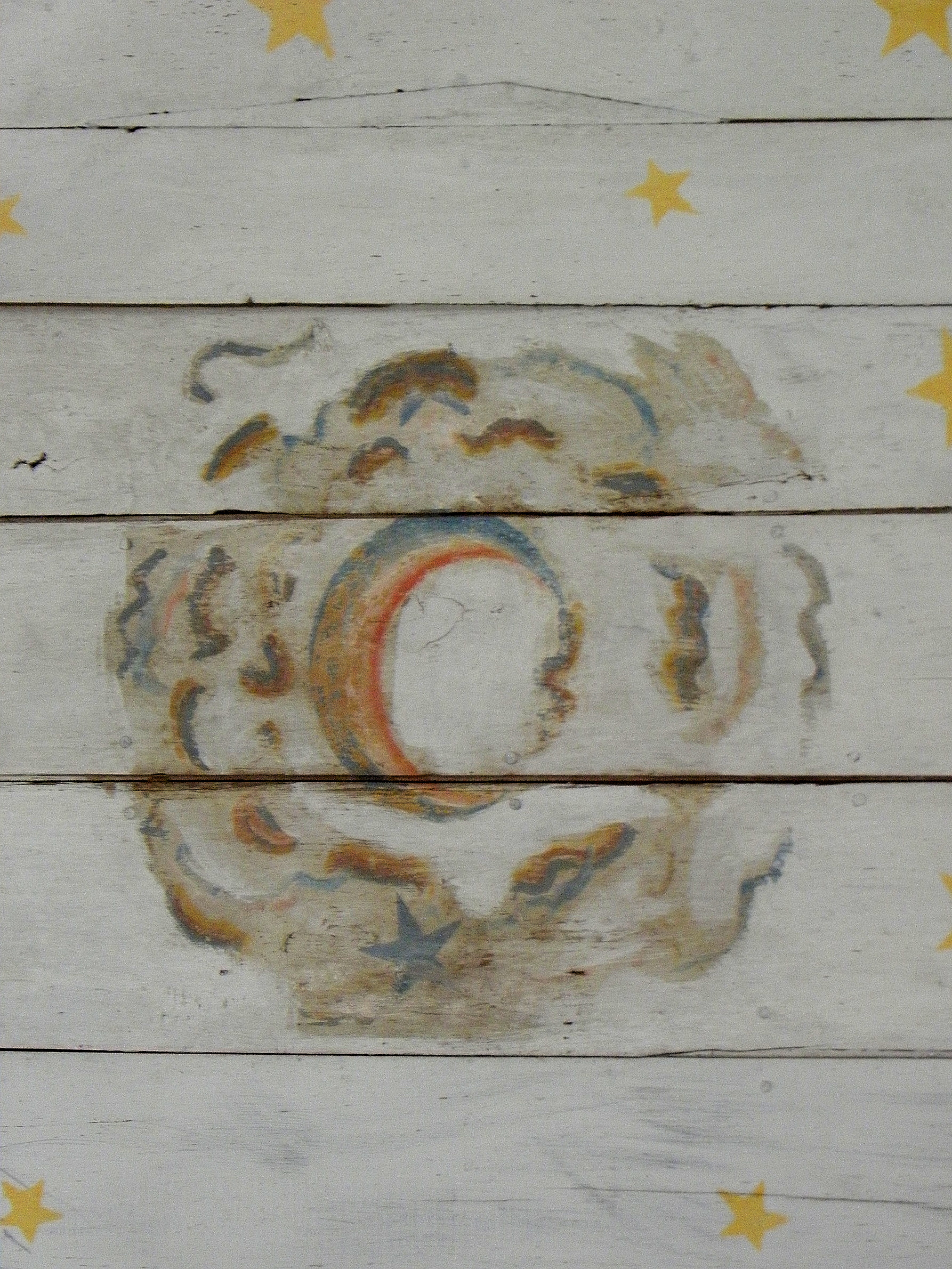
Croissant de lune

Retable de saint Léger
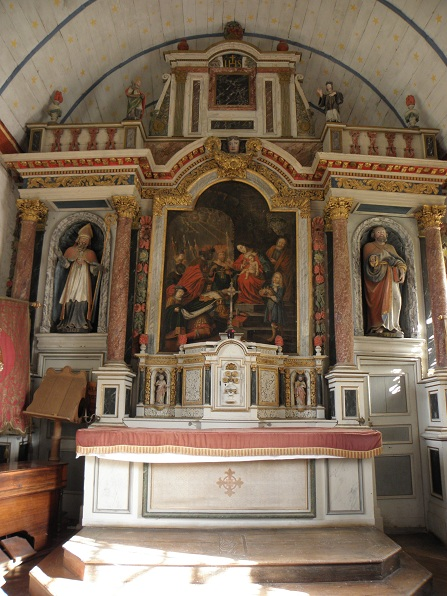
Vue générale du retable de saint Léger.
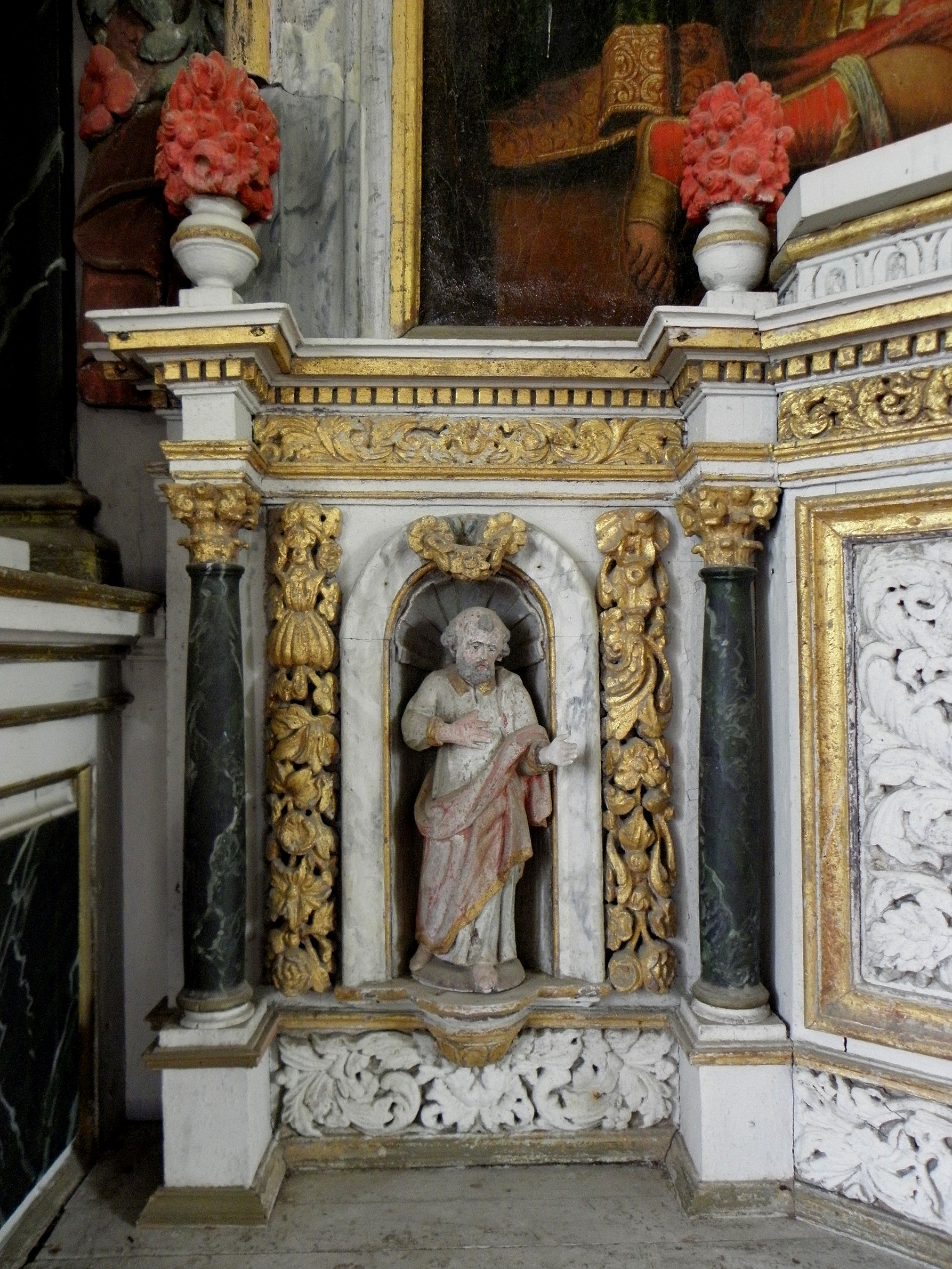
Détail du retable de saint Léger.
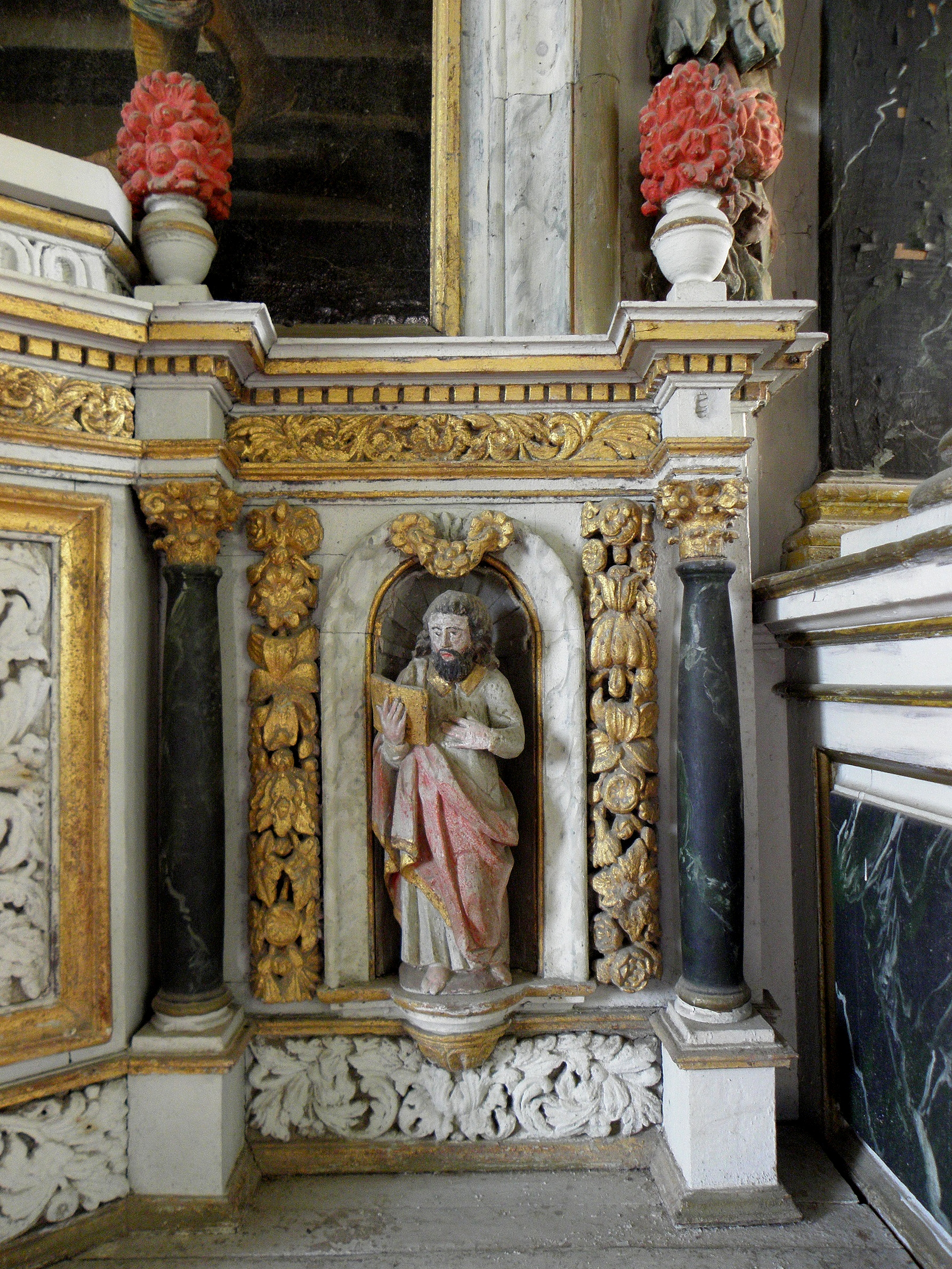
Détail du retable de saint Léger.
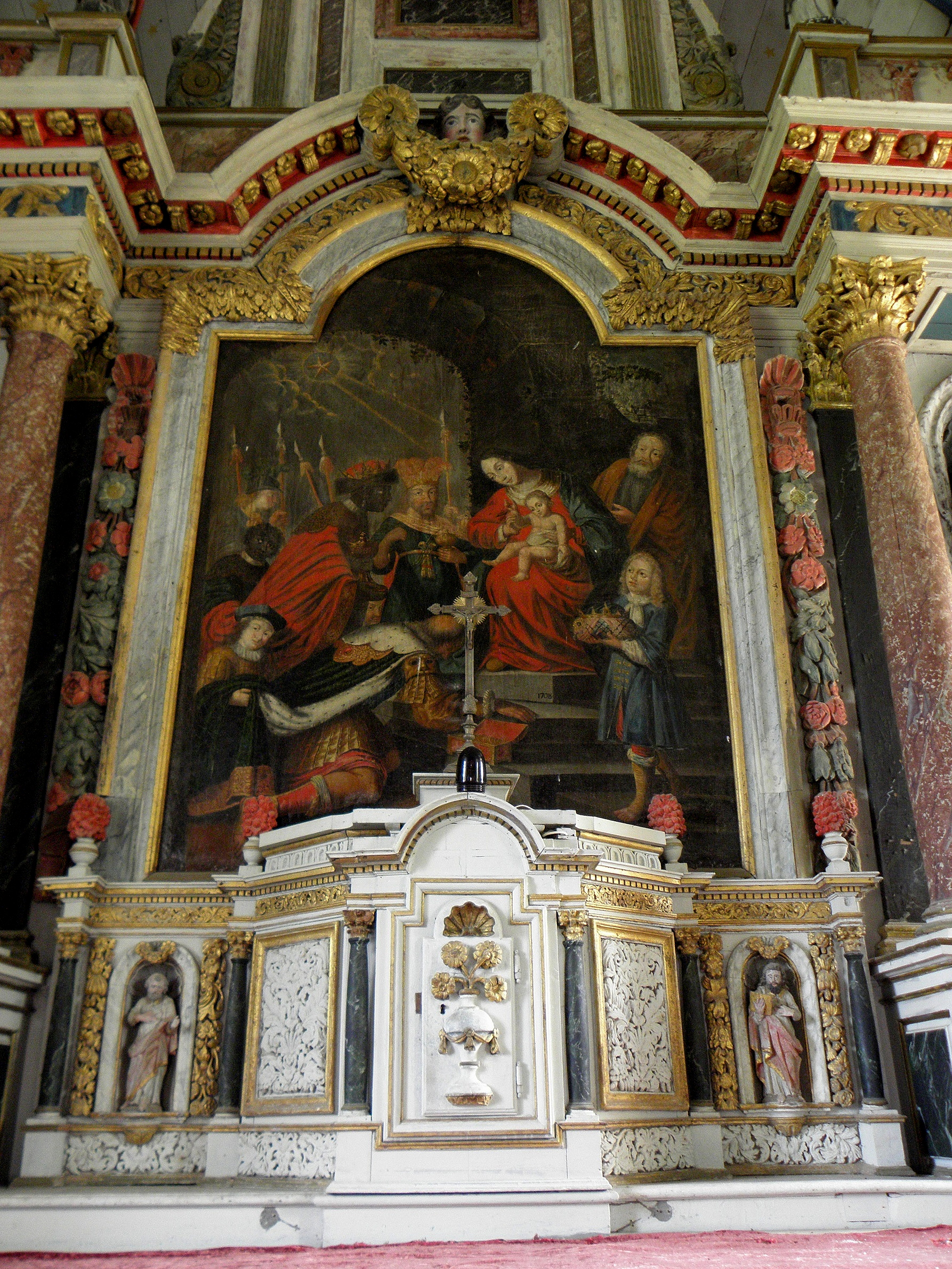
Tabernacle et tableau de l'Adoration des mages du retable de saint Léger.
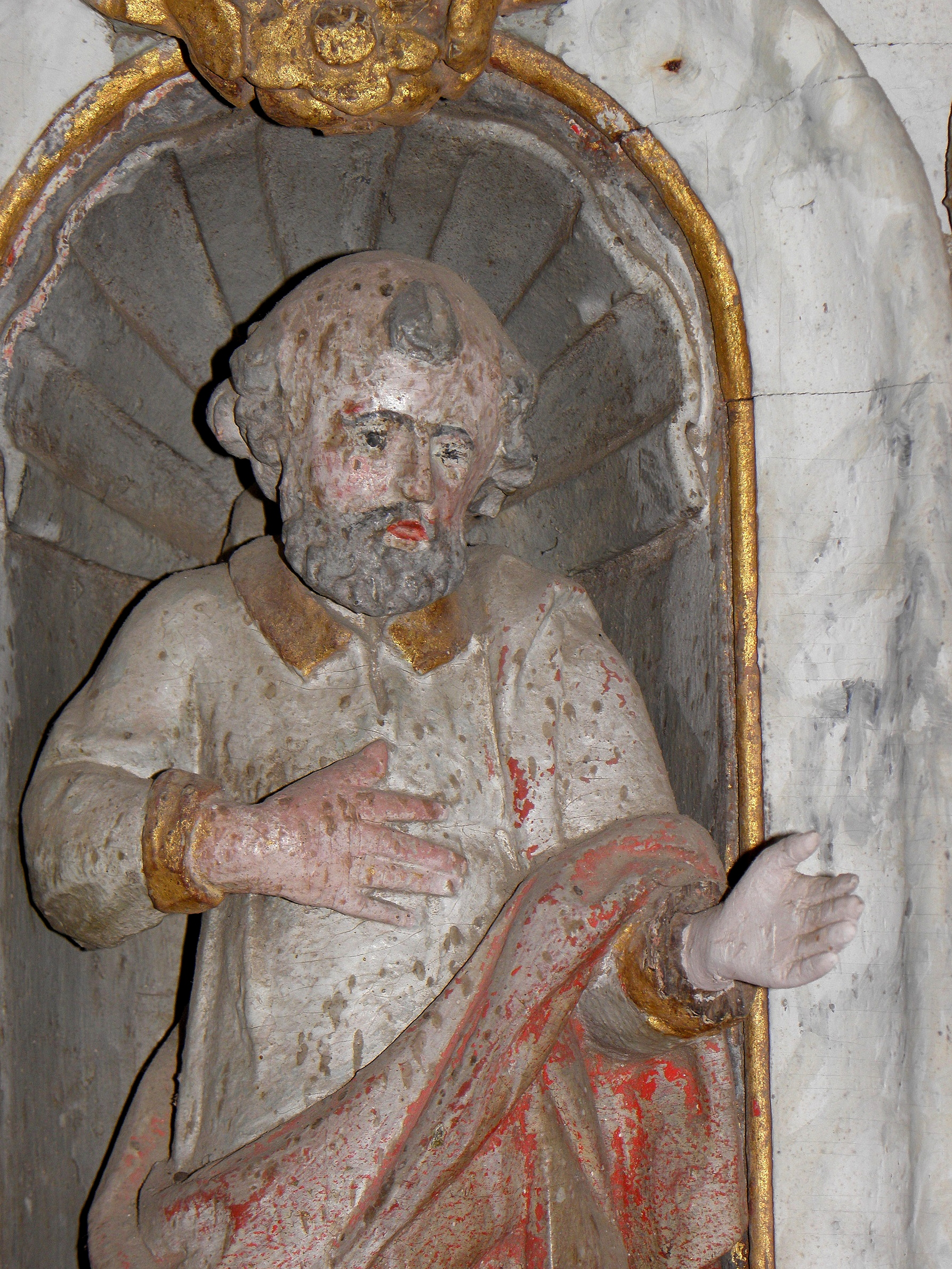
Détail du retable de saint Léger.
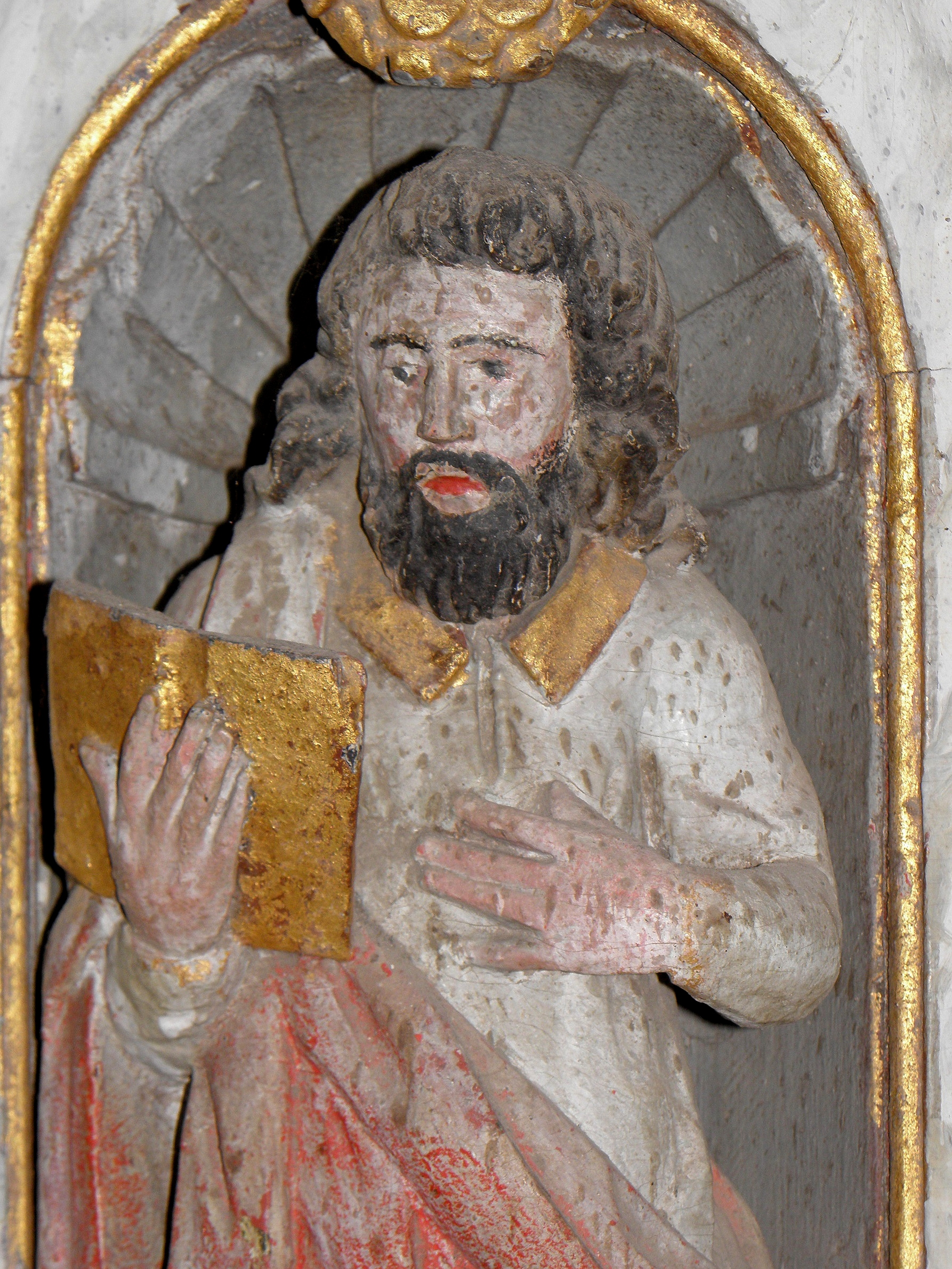
Détail du retable de saint Léger.
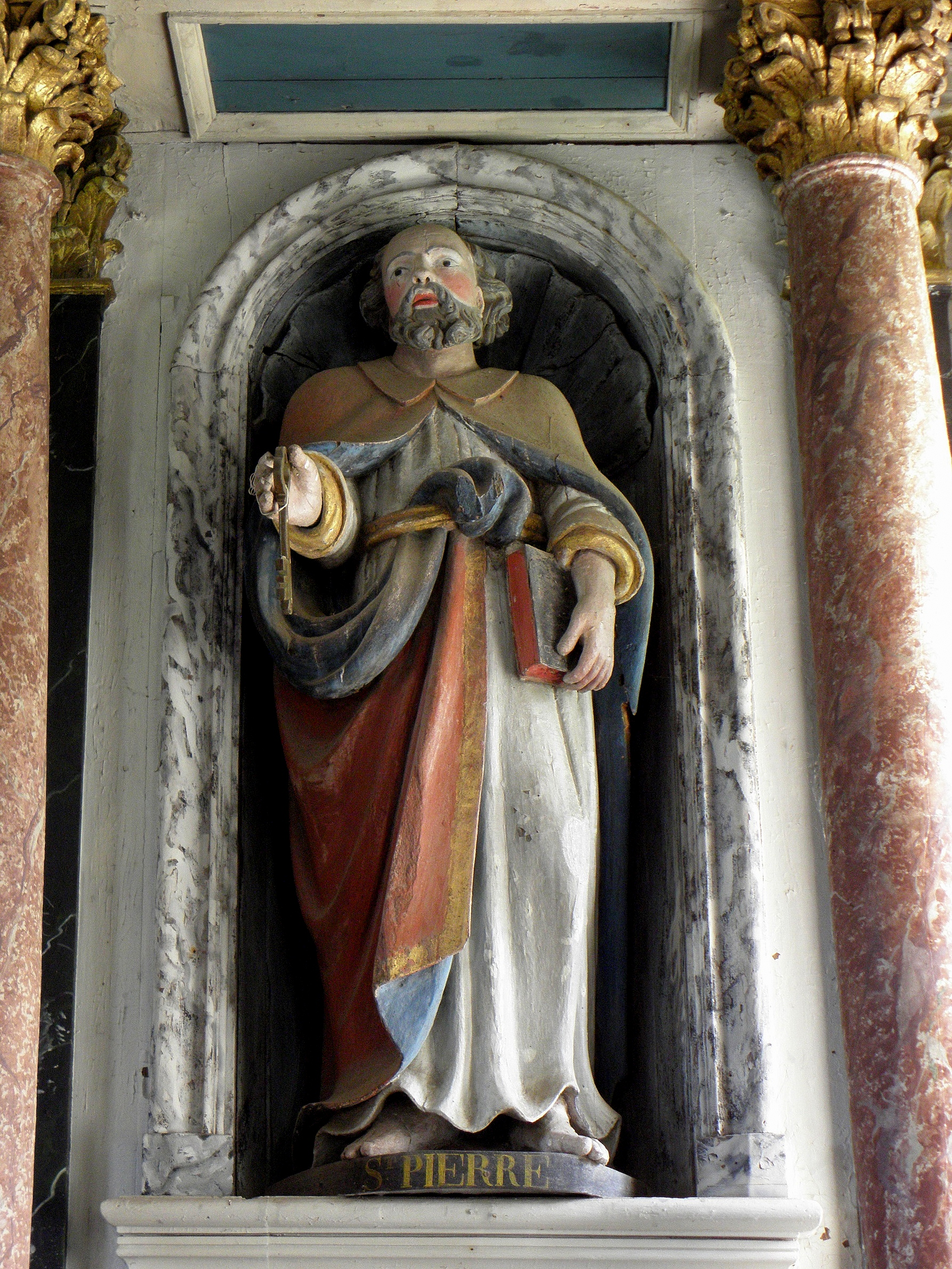
Détail du retable de saint Léger.
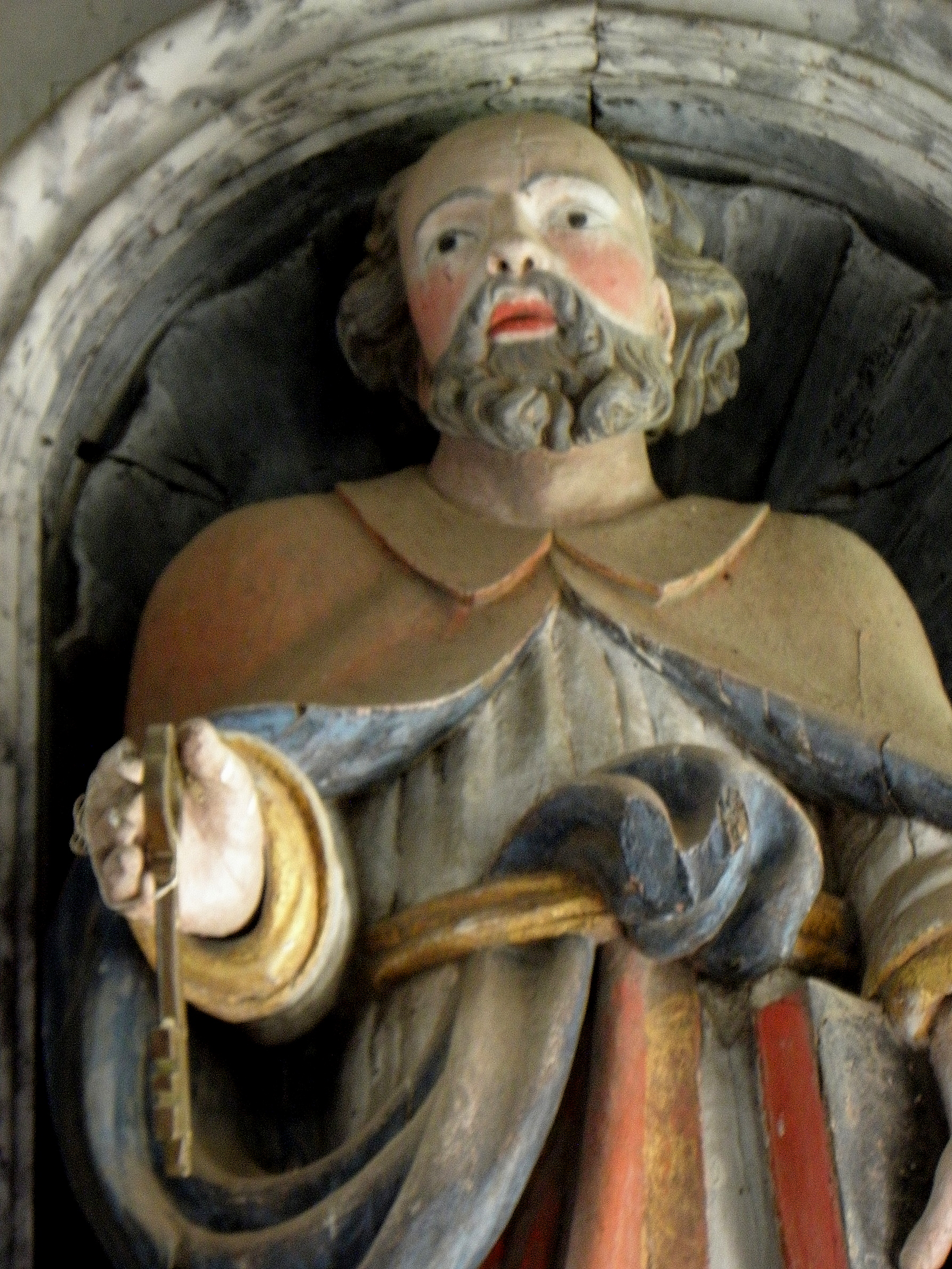
Détail du retable de saint Léger.
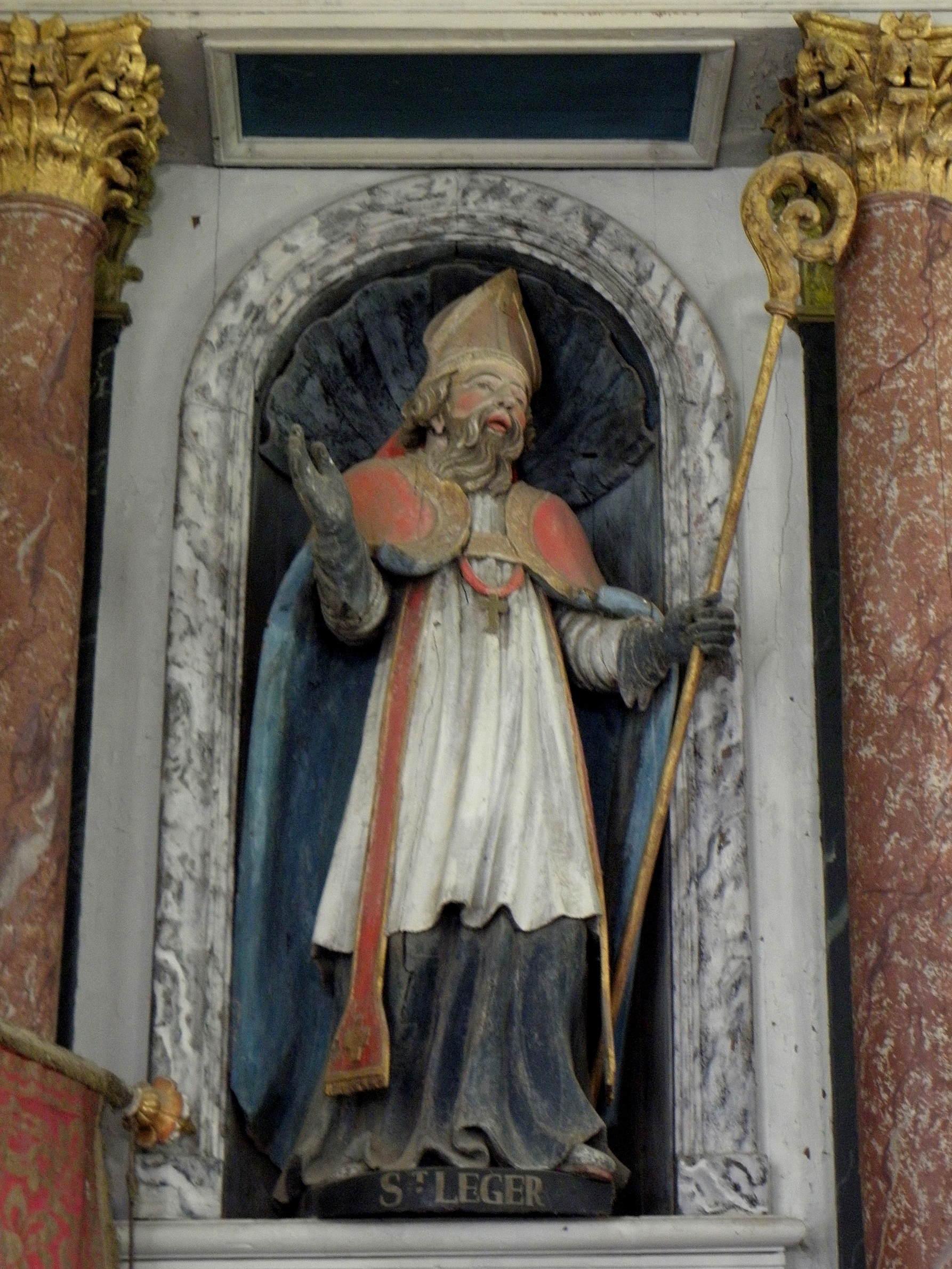
Détail du retable de saint Léger.
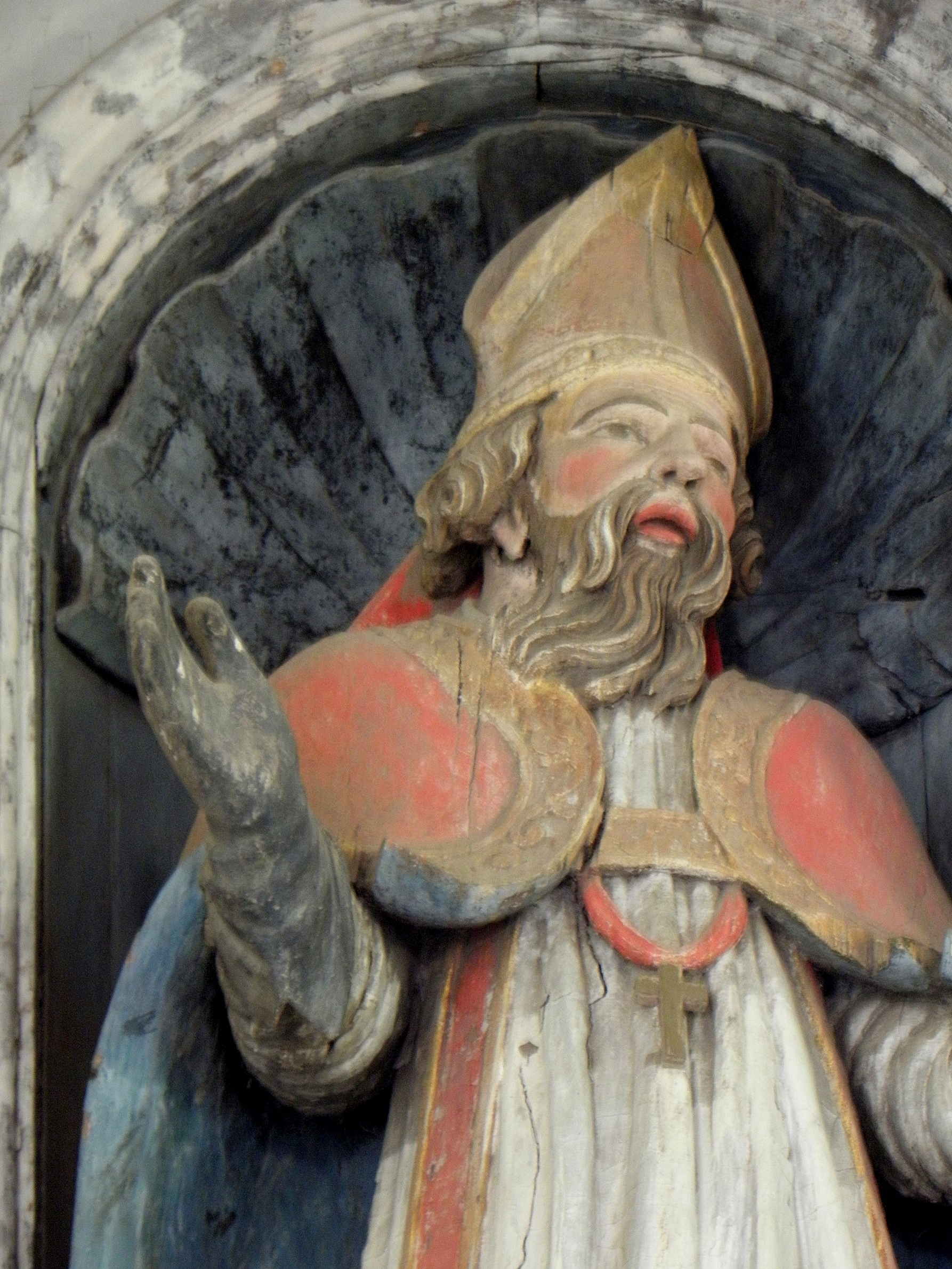
Détail du retable de saint Léger.
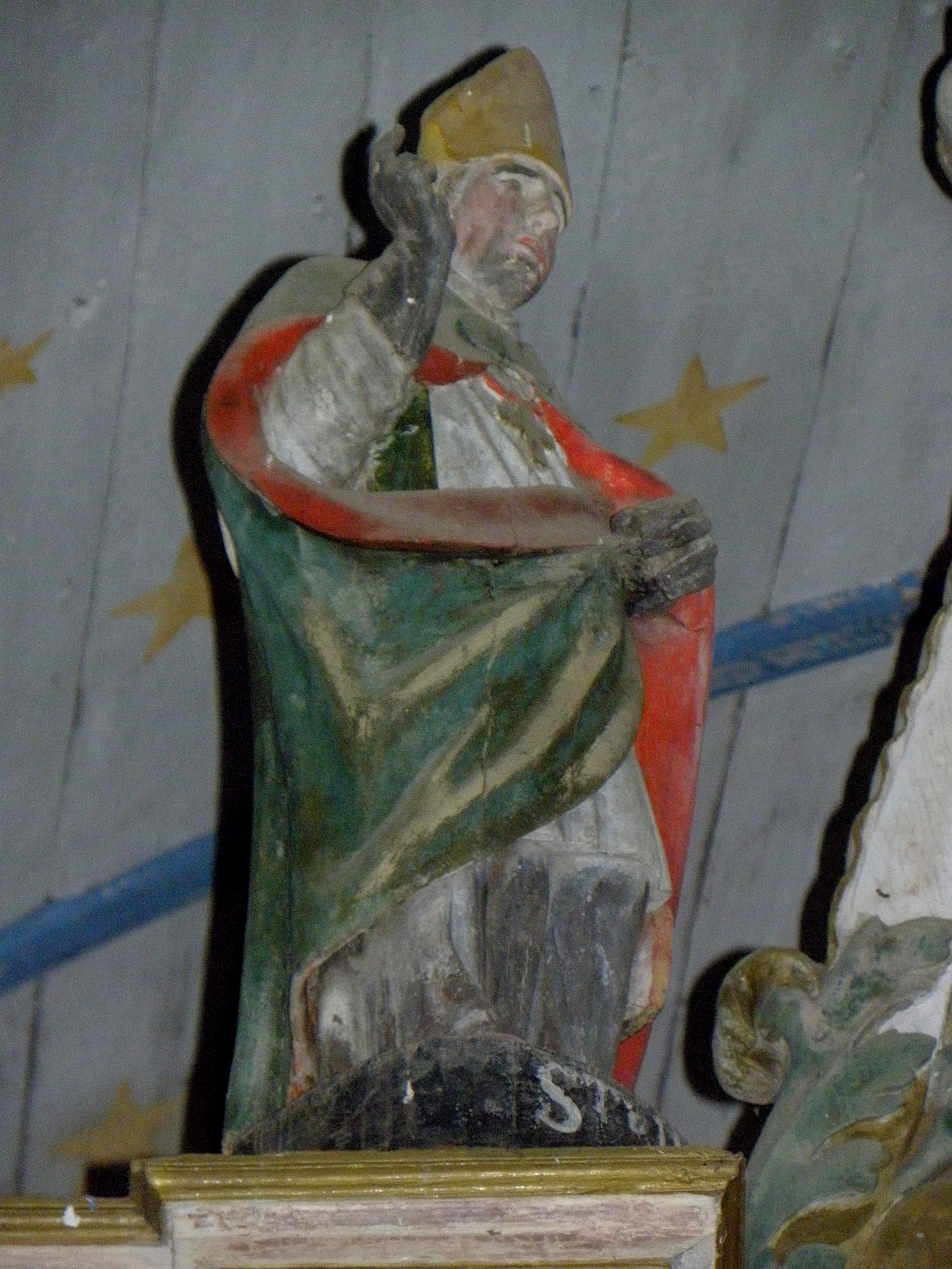
Statue de saint René du retable de saint Léger.
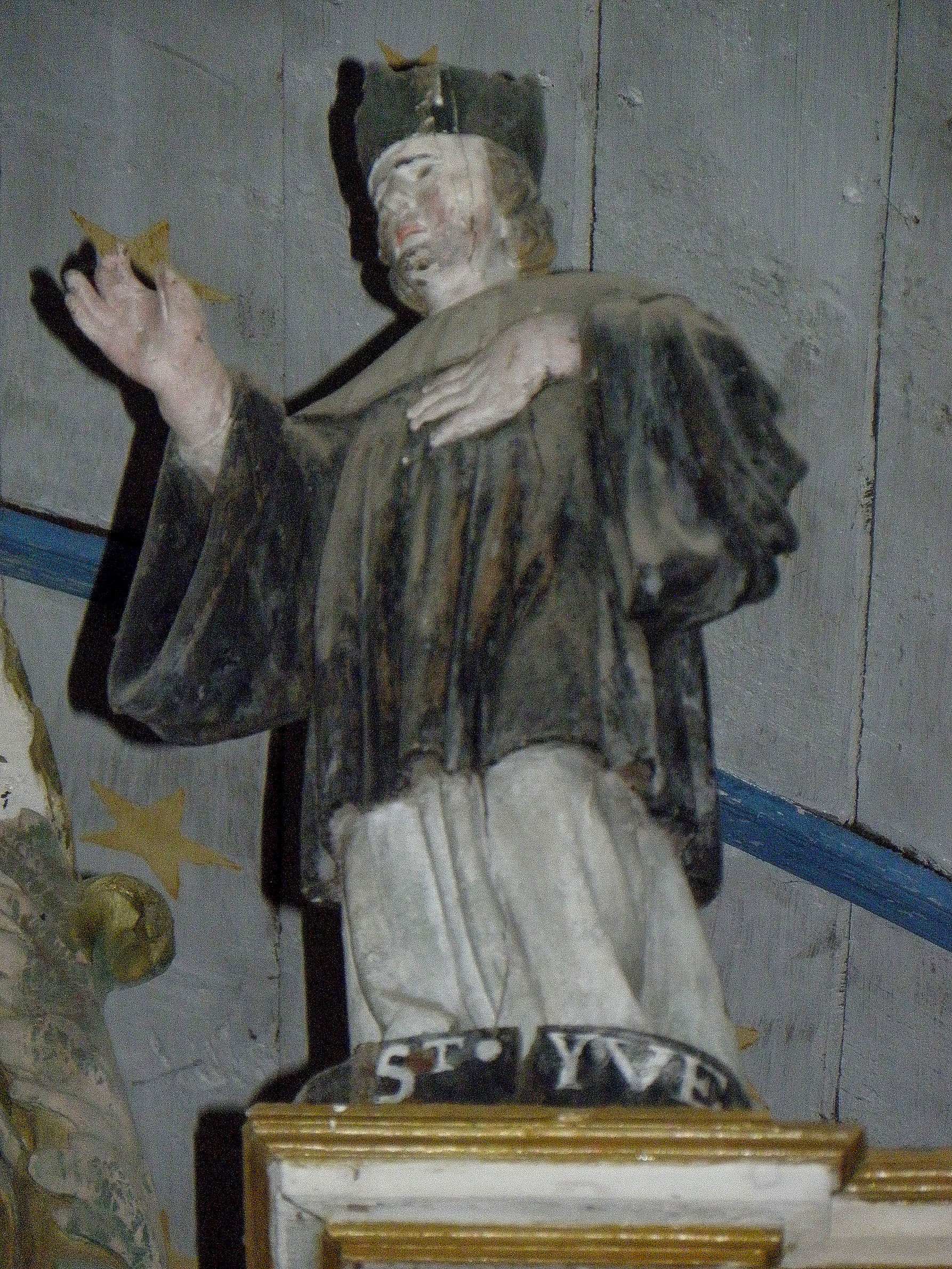
Statue de saint Yves du retable de saint Léger.

Retable de la Vierge
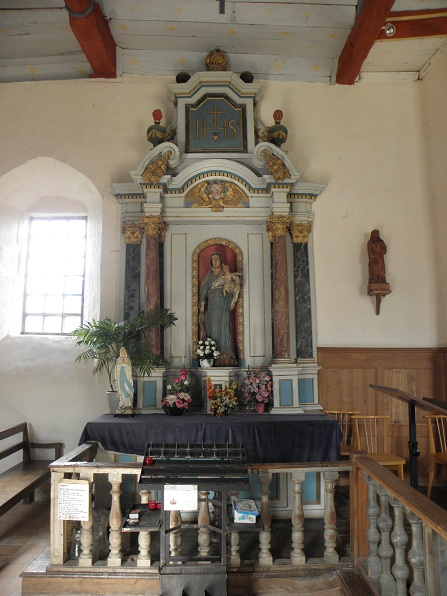
Vue générale du retable de la Vierge.
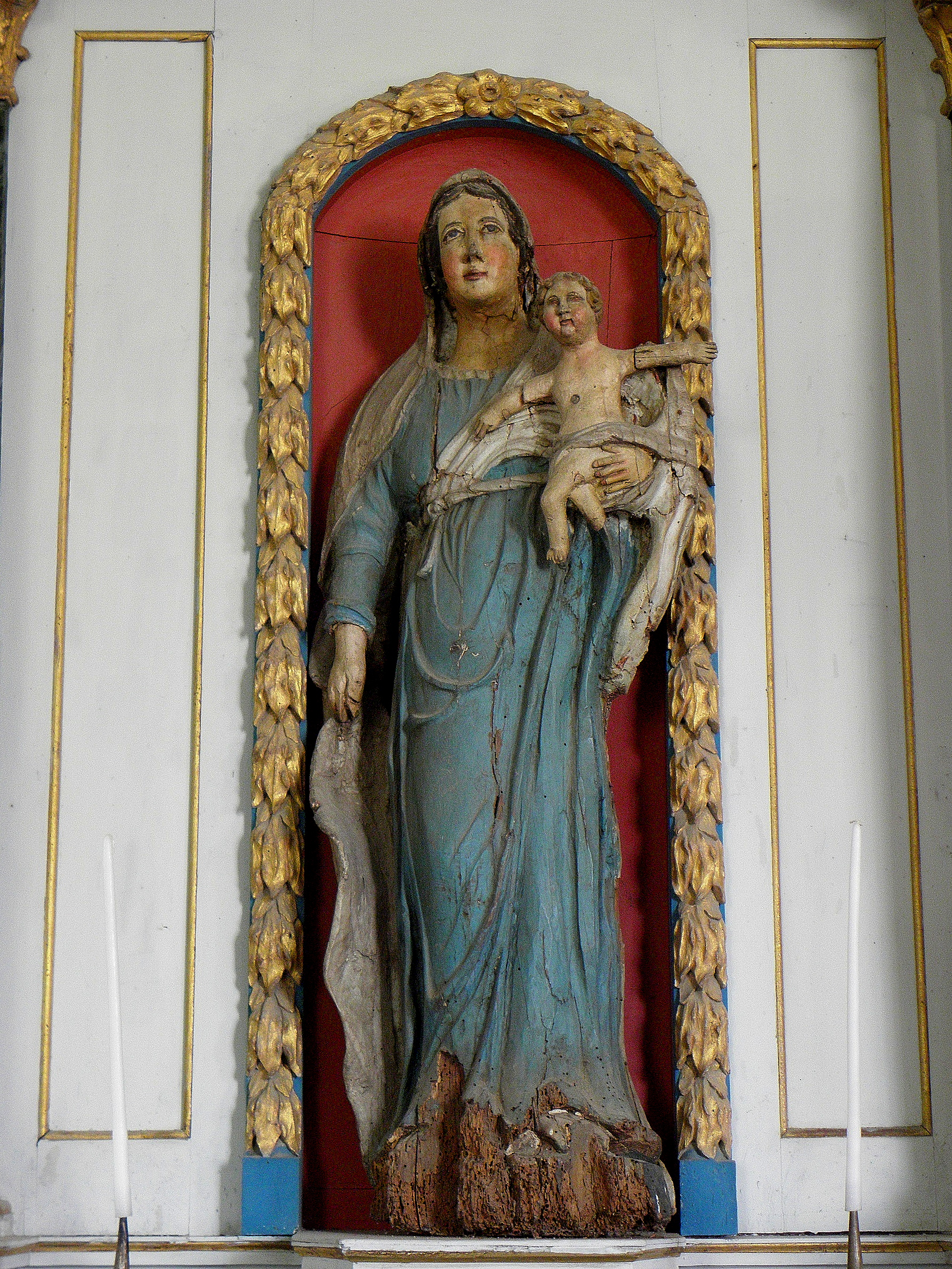
Vierge à l’Enfant du retable de la Vierge.
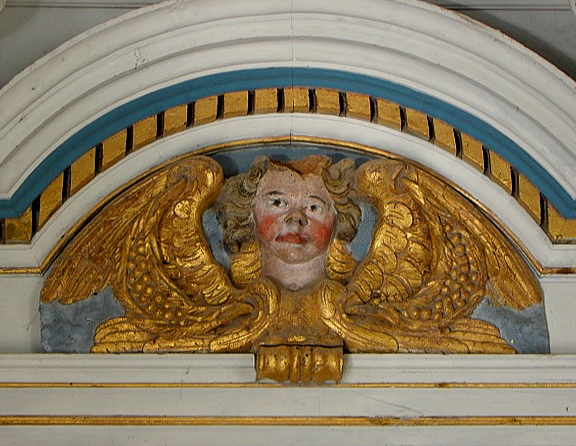
Angelot du retable de la Vierge.

Retable de saint Julien
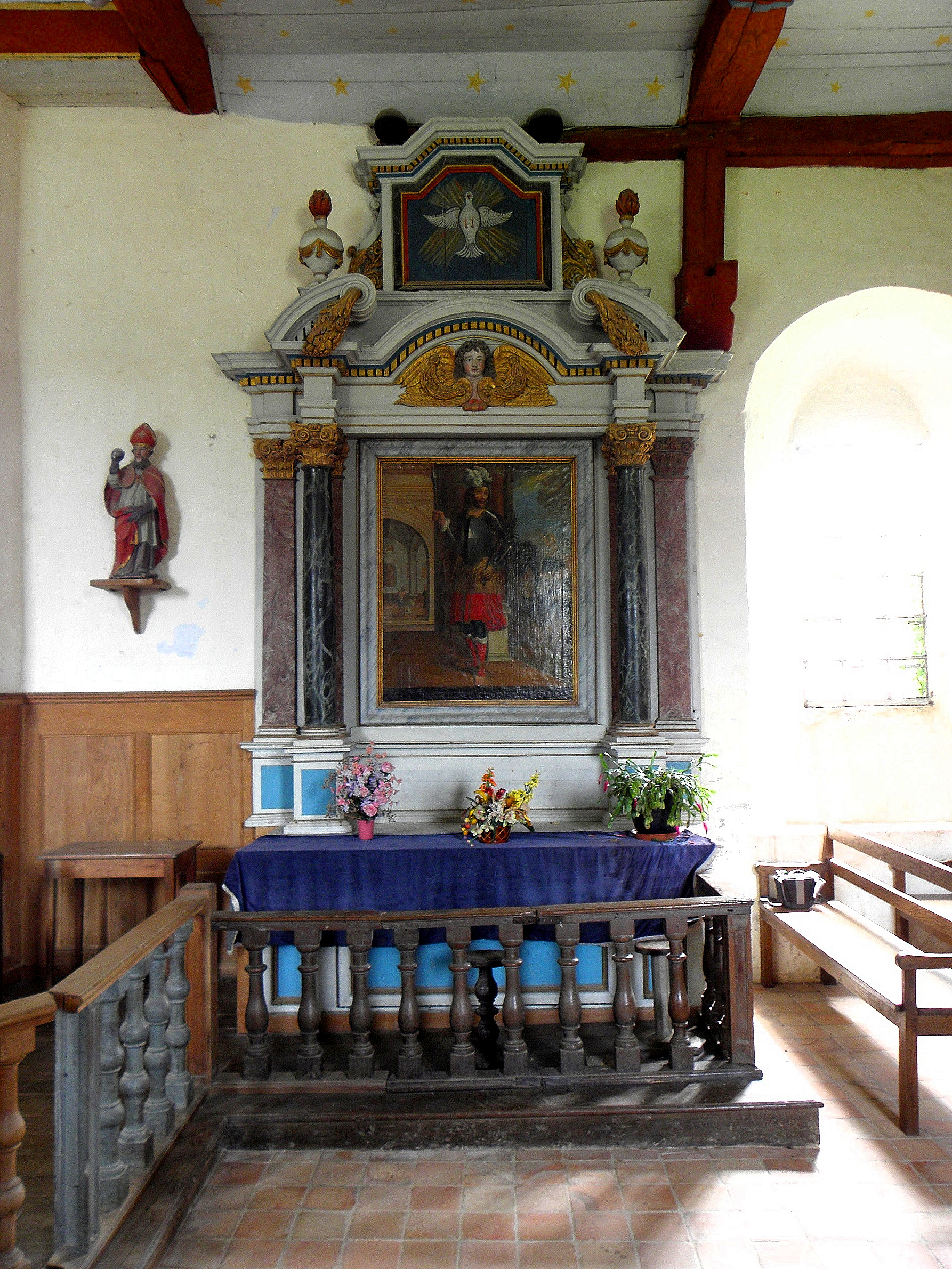
Vue générale du retable de saint Julien.
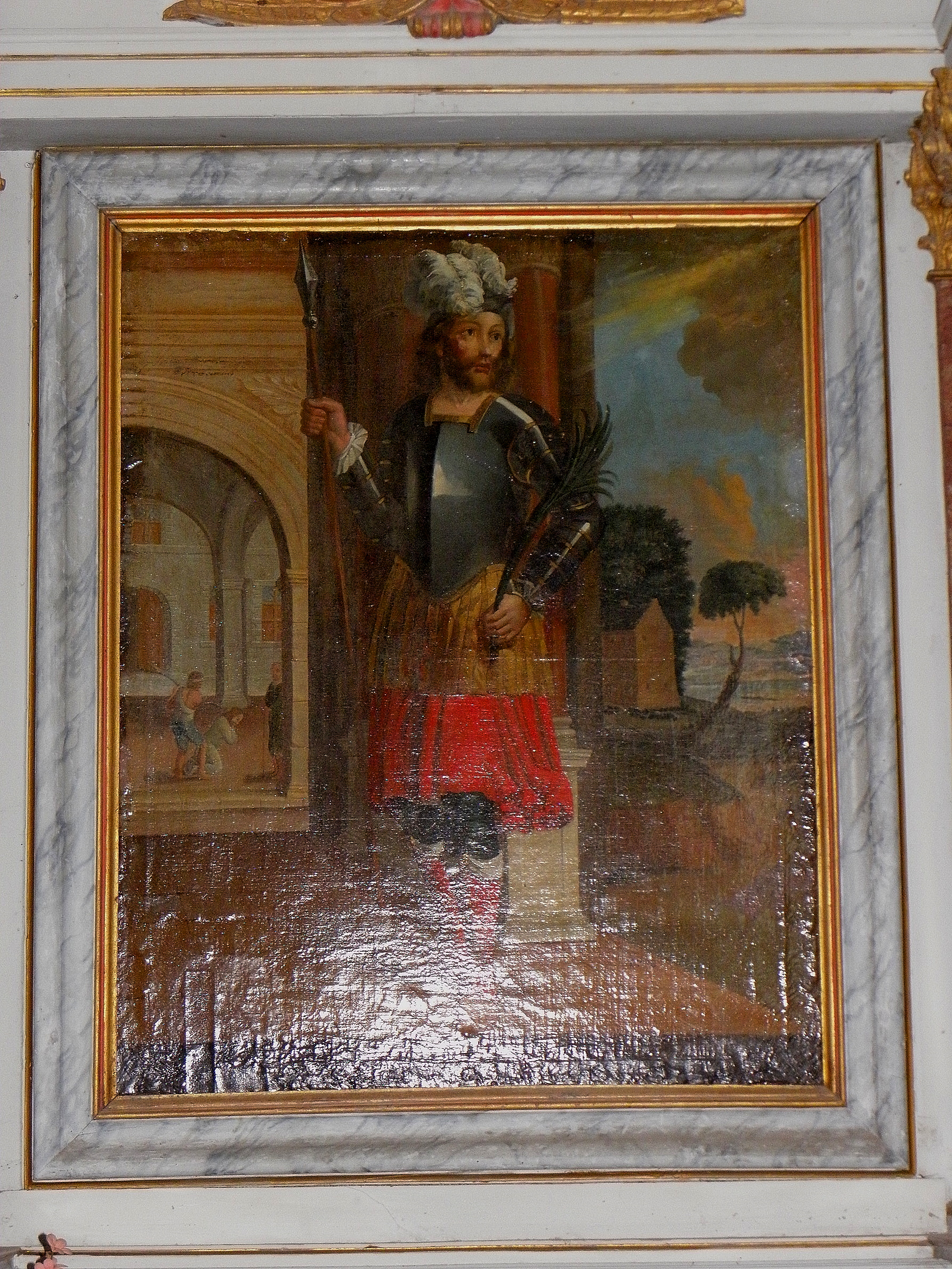
Tableau du retable de saint Julien.
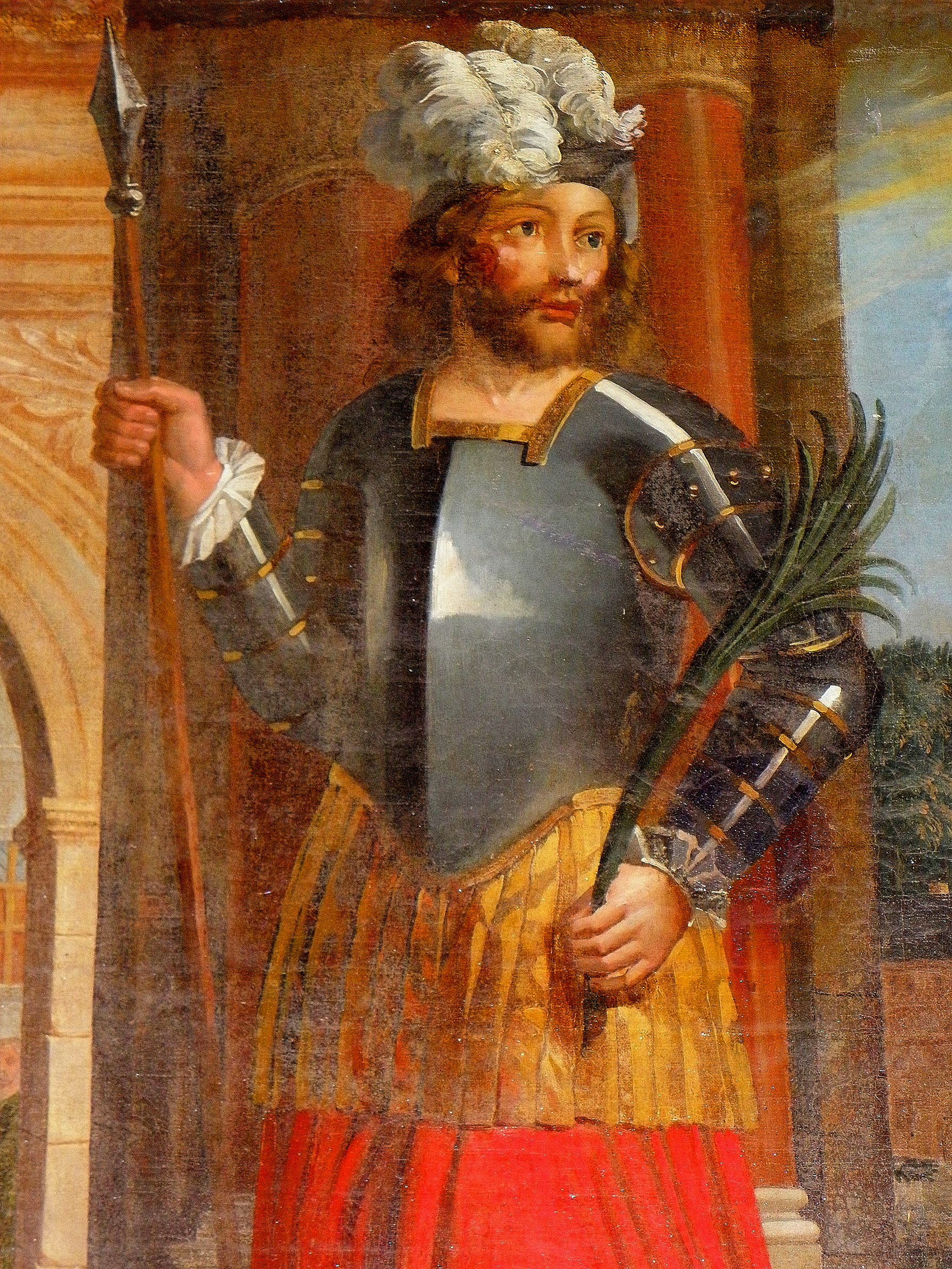
Détail du tableau du retable de saint Julien.
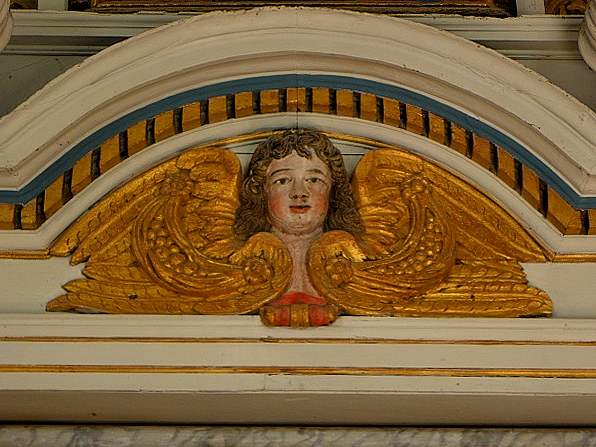
Angelot du retable de saint Julien.
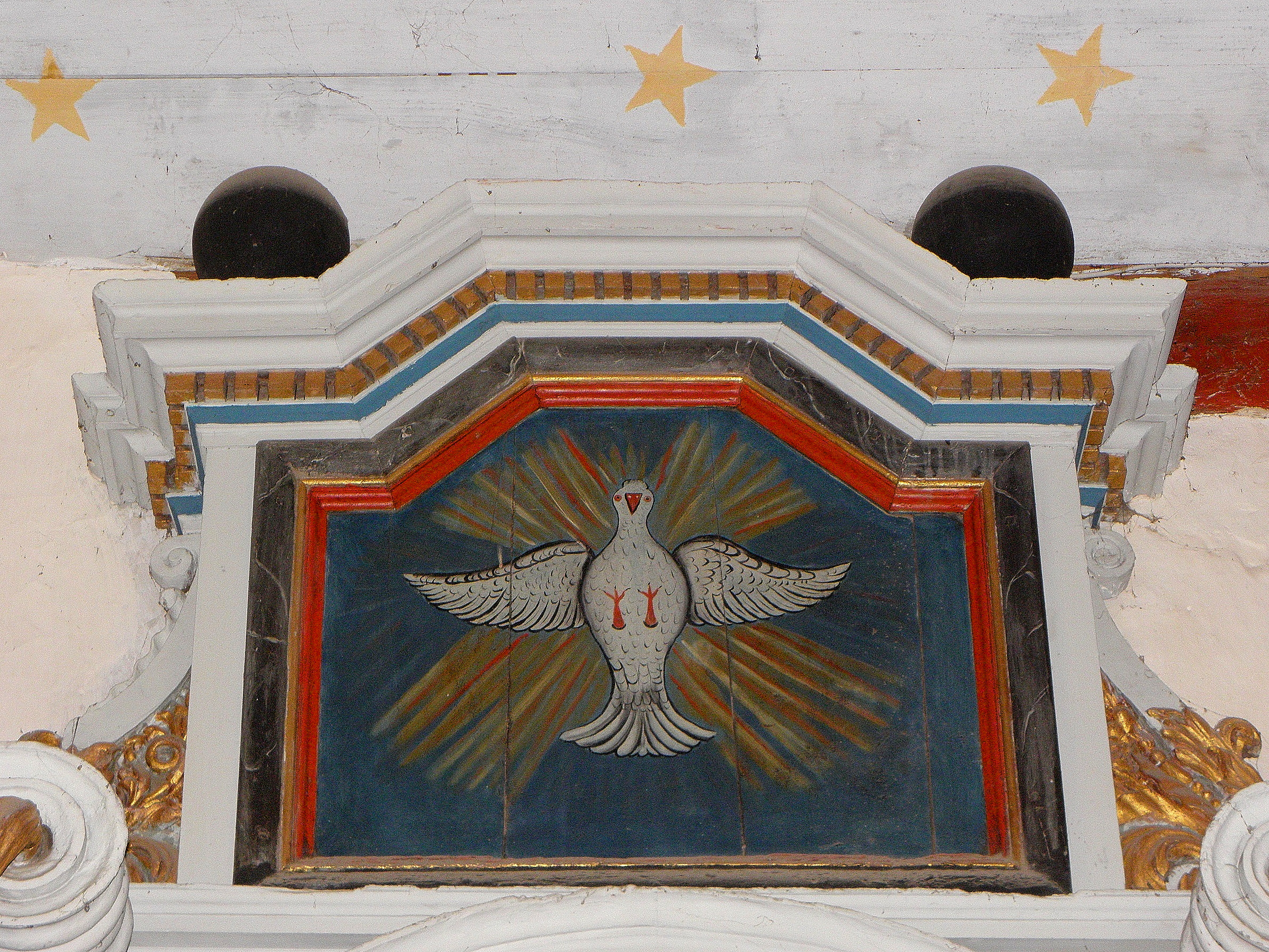
Détail du retable de saint Julien.